# 足細胞
足細胞（podocyte、或"內臟上皮細胞"(visceral epithelial cell)）為位於腎臟鮑氏囊上環繞着腎小球毛細血管之細胞。 鮑氏囊過濾血液，阻礙大分子，如蛋白質、紅血球、血小板；並通過小分子，如水、鹽及糖，進一步形成尿液。
足細胞的長足突或"足突出部分"環繞着毛細血管，介於足突之間留有裂隙。血液濾過這些裂隙，每個裂隙稱為裂隙隔膜(slit diaphragm)或濾過裂隙。足突出部分需要幾種蛋白質（腎病蛋白、NEPH1、NEPH2、足蛋白、CD2AP）環繞着毛細管及運作。當嬰兒出生時，這些蛋白質存在着一定的缺陷，諸如"腎病蛋白"及"CD2AP"，使他們的腎臟不能正常的運作。人們的這些蛋白質存在著變異，以及某些變異在以後的生活中可能會使他們遺傳傾向性的患有腎功能衰竭。腎病蛋白是一拉鏈狀的蛋白、形成裂隙隔膜(濾過裂隙)，在這些拉鍊的齒之間存有空間，足夠大到允許糖和水通過，但又裂隙太小以至於不允許蛋白質(白蛋白)通過(防制水腫)。腎病蛋白缺陷對先天性腎功能衰竭負責。CD2AP調節足細胞細胞骨架構及穩定裂隙隔膜。

## 結構

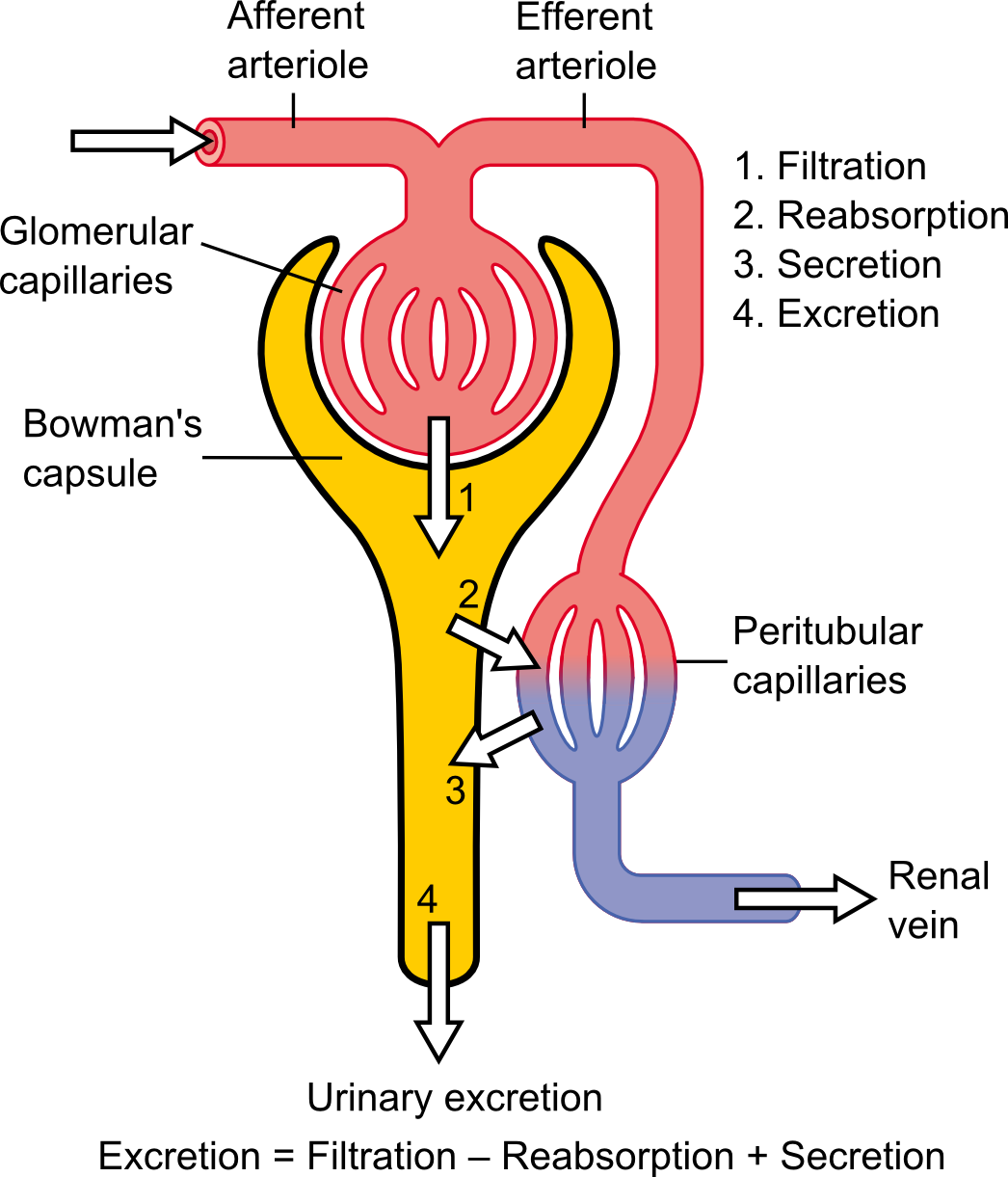
圖中顯示腎臟的基本生理機制。
1: 過濾，2: 再吸收，3: 分泌，4: 尿排泄。
〈(尿排泄率)4)〉=〈過濾速度(1)−再吸收率(2)+分泌率(3)〉

腎臟腎單位由腎小球至鮑氏囊(棕色大箭頭往上方向)之濾過裂隙的過濾作用示意圖：
(A).腎小球的內皮細胞(The endothelial cells of the glomerulus)：
1.膜孔(fenestra)
(B).腎小球基底膜：
1.内層板(lamina rara interna)
2.致密層(lamina densa)
3.外層板(lamina rara externa)
(C).足細胞：
1.酵素及結構蛋白(enzymatic and structural protein)
2.濾過裂隙
3.膈膜(diaphragma/裂隙隔膜)

足細胞被發現存在於腎之腎單元鮑氏囊的內襯裡。足細胞的延伸足突稱為"足梗"(pedicel)、即由足細胞包覆自個兒且圍繞著腎小球的毛細血管以形成濾過裂隙。足梗可以增加足細胞的表面積，從而實現有效的腎超濾(Ultrafiltration (renal))之作用。.
沿著足細胞的基底外側區域有許多包被的囊泡和包被的凹坑，這表明出足細胞含有高比例的囊泡流量。
足細胞具有發育良好的内质网及大型的高尔基体，表現出蛋白質合成及翻译后修饰的大容量。
還有越來越多的證據表明，從這些細胞中可以觀察到大量的多泡體和其他溶酶体的成分，表現出高度的內吞作用。

## 功能
相鄰的足細胞相互指向致覆蓋與腎小球毛細血管密切相關的基底層。而足梗相互交錯，並在它們之間留下間隙或薄的濾過裂隙。裂隙由裂隙隔膜所覆蓋；裂隙是由許多細胞表面蛋白質、包括腎病蛋白、足糖萼蛋白以及钙粘蛋白所組成，如此限制了高分子諸如血清白蛋白及γ球蛋白的通過，並確保它們保留在血液中。能讓裂隙隔膜功能運作正確，所需的蛋白質包括腎病蛋白、NEPH1、NEPH2、足蛋白，以及CD2AP。
小分子諸如水、葡萄糖以及离子鹽能夠通過"裂隙隔膜"並在管狀流體中形成超滤作用，且被腎單位進一步處理以產生尿液。
足細胞也涉入腎小球濾過率（GFR）的調節功能。當足細胞收縮時，它們會導致過濾過裂隙的閉合。藉由減少可使用的過濾表表面積來降低GFR。

## 臨床特性
足細胞的足部行程的喪失（即足細胞消除）是微小病變的標誌，因此有時被稱為足部行程疾病。
過濾狹縫的破裂、或足細胞的破壞可導致大量蛋白尿的產生，其中大量的蛋白質會從血液中流失。
這種情況發生在先天性疾病芬蘭型先天性腎病綜合癥，其特徵在於新生兒蛋白尿將導致末期的腎功能衰竭。這種疾病已經被發現是由於腎病蛋白基因的突變所引起的。

## 外部連結
- Organology at UC Davis Urinary/mammal/vasc1/vasc1 - "Mammal, renal vasculature (EM, High)
- Histology image: 22401loa – 波士顿大学的组织学学习系统 - ". Ultrastructure of the Cell: podocytes and glomerular capillaries"
- UIUC組織學主題 1400
- podocyte.ca[] at Lunenfeld-Tanenbaum Research Institute
- MCG生理学 7/7ch04/7ch04p09
- Histology image: 22402loa – 波士顿大学的组织学学习系统
- Histology image: 22403loa – 波士顿大学的组织学学习系统